# Cyberpunk 2077: Ілюзія свободи
Cyberpunk 2077: Ілюзія свободи (англ. Cyberpunk 2077: Phantom Liberty) — доповнення до відеогри Cyberpunk 2077 (2020), видане польською компанією CD Projekt RED 26 вересня 2023 року для Microsoft Windows, PlayStation 5 і Xbox Series X/S. Розширення анонсували 6 вересня 2022 року в прямому ефірі Night City Wire.

## Сюжет
Історія Cyberpunk 2077: Ілюзія свободи розгортається в ізольованому районі Найт-Сіті під назвою Псарня. Ві має врятувати президентку Нових Сполучених Штатів Америки, коли її орбітальний літак був збитий над Псарнею, найнебезпечнішим районом мегаполіса. Псарня розташована на схід від підрайонів Пацифіки Коствью та Вест-Вінд Естейт, розділена на три підрайони, всі з яких контролюються Баргестами, воєнізованою організацією.

### Персонажі
- Ві
- Джонні Сільвергенд (у виконанні Кіану Рівза)[6][7]
- Алекс
- Еш (у виконанні Саші Ґрей)[8][9]
- Курт Гансен
- Соломон Рід (у виконанні Ідріса Ельби)[10]
- Со Мі/Соловія
- Стелла
- Ліззі Віззі
- Містер Гендз
- Муамар Реєс
- Розалінда Маєрс

## Розробка

### Анонс
Польські розробники анонсували розширення до основної Cyberpunk 2077 6 вересня 2022 року на події Night City Wire для персональних комп'ютерів, PlayStation 5, Xbox Series X/S та Google Stadia, вихід якого запланований на 2023 рік. Актор Кіану Рівз підтвердив своє повернення до ролі Джонні Сільвергенда. На відміну від іншої популярної гри студії, Відьмак 3: Дикий гін, Cyberpunk 2077 матиме лише одне доповнення. Окрім того, це буде останній проєкт CD Projekt RED, розроблений на їхньому рушії REDengine: розробники відмовляться від нього на користь Unreal Engine 5.

### Вихід
Офіційна дата випуску — 26 вересня 2023 року — стала відомою в рамках події Xbox Game Showcase, де представили новий трейлер до доповнення з відповідною датою.

### Українська локалізація
12 червня 2023 року було оголошено, що з виходом доповнення Phantom Liberty, і в основній грі, і в доповненні буде присутня українська текстова локалізація. Менеджерка проєкту локалізації Марії Стрільчук каже: «...особисто я дуже пишаюся і тішуся тим, що мала змогу допомогти втілити цей задум. Не можу дочекатися, щоб поділитися з вами результатами нашої роботи вже в вересні цього року». За словами Александра Радкевича, старшого менеджера проєктів локалізації, український переклад став «захопливим викликом», бо робота над локалізацією основної гри й доповнення відбувалась одночасно та через той факт, що перед командою постала задача перекласти та адаптувати понад мільйон слів. Загалом, команда працювала над впровадженням у гру української мови більше як рік.

### Продажі
Станом на жовтень 2023 року було відомо, що «Ілюзію свободи» придбали 3 мільйони разів протягом першого тижня після релізу. До листопада 2023 року кількість проданих одиниць досягла 4,3 мільйона.

### Нагороди
| Рік  | Нагорода                    | Категорія                                          | Результат |
| ---- | --------------------------- | -------------------------------------------------- | --------- |
| 2023 | Golden Joystick Awards 2023 | Найкраще доповнення                                | Перемога  |
| 2023 | Golden Joystick Awards 2023 | Найкращий трейлер                                  | Перемога  |
| 2023 | The Game Awards 2023        | Найкращий сюжет                                    | Номінація |
| 2023 | The Game Awards 2023        | Найкращий актор (Ідріс Ельба у ролі Соломона Ріда) | Номінація |
| 2023 | The Game Awards 2023        | Вибір гравців                                      | Номінація |